# Arroyo Plátano
Arroyo Plátano är en ort i Mexiko.   Den ligger i kommunen San Juan Lalana och delstaten Oaxaca, i den sydöstra delen av landet, 400 km sydost om huvudstaden Mexico City. Arroyo Plátano ligger 214 meter över havet och antalet invånare är 343.
Terrängen runt Arroyo Plátano är varierad. Runt Arroyo Plátano är det glesbefolkat, med 19 invånare per kvadratkilometer. Närmaste större samhälle är Ignacio Zaragoza, 3,8 km nordväst om Arroyo Plátano. I omgivningarna runt Arroyo Plátano växer i huvudsak städsegrön lövskog.